# Bakumivka, Semenivka
Bakumivka (în ucraineană Бакумівка) este un sat în comuna Zaiiciînți din raionul Semenivka, regiunea Poltava, Ucraina.

## Demografie
Componența lingvistică a localității Bakumivka
     Ucraineană (97,77%)
     Rusă (2,23%)
Conform recensământului din 2001, majoritatea populației localității Bakumivka era vorbitoare de ucraineană (97,77%), existând în minoritate și vorbitori de rusă (2,23%).